# پل فیروزکلای آمل
پل فیروزکلای آمل مربوط به دوره پهلوی اول است و در شهرستان آمل، بخش دشت‌سر، روستای فیروز کلا واقع شده و این اثر در تاریخ ۲۴ اسفند ۱۳۸۳ با شمارهٔ ثبت ۱۱۶۸۷ به‌عنوان یکی از آثار ملی ایران به ثبت رسیده‌است.